# Екарт (Мериленд)
Екарт (енгл. Eckhart Mines) насељено је место без административног статуса у америчкој савезној држави Мериленд.

## Демографија
По попису из 2010. године број становника је 932.
| Група             | 2000.    | 2010.       |
| Белци             | 0 (0,0%) | 893 (95,8%) |
| Афроамериканци    | 0 (0,0%) | 10 (1,1%)   |
| Азијати           | 0 (0,0%) | 9 (1,0%)    |
| Хиспаноамериканци | 0 (0,0%) | 7 (0,8%)    |
| Укупно            | 0        | 932         |